# Molen Hoogland
Molen Hoogland – wiatrak w miejscowości Goutum, w gminie Leeuwarden, w prowincji Fryzja, w Holandii. Młyn powstał w XVIII w., a w obecnie zajmowaną lokalizację został przeniesiony w 2003 r. Ma on jedno piętro. Jego śmigła mają rozpiętość 9,24 m. Wiatrak służył głównie do pompowania wody za pomocą śruby Archimedesa.